# Besson H-6
Le Besson H-6 était un hydravion à coque monoplace de l'entre-deux-guerres, qui fut exposé au Grand Palais à l'occasion de l'Exposition de la locomotion aérienne en décembre 1921.
Présenté comme un hydravion postal, cet appareil affichait une formule originale. Il s'agissait en effet d'un triplan à ailes inégales, affichant une envergure décroissante du bas vers le haut, le plan inférieur étant posé au sommet de la coque. Les mâts d’entreplan, épais et à semelles élargies, étaient disposés selon un système de triangulation permettant de supprimer tout raidissage par câble. Le moteur Clerget de 130 ch était installé dans une nacelle soigneusement carénée située au milieu du plan central, dans laquelle était également installé le réservoir de carburant. Ce moteur entraînait une hélice bipale tractive possédant une importante casserole. Le pilote était installé dans un poste ouvert au droit du bord de fuite.  
On peut se demander quelle charge de courrier cet appareil de petite taille était supposé transporter. L’unique H-6 fut inscrit pour la course Marseille-Monaco, piloté par Jules Duclos (Numéro de course « 5 ») dans le cadre du Meeting d’hydravions de Monaco en 1922, puis on n'entendit plus parler de lui.

## Sources
1. ↑  Flight no 674 du 24 novembre 1921 p. 776
2. ↑  Flight no 690 du 16 mars 1922 p. 167